# Stužica
Stužica è una foresta primaria di faggi straordinariamente preservata e indisturbata, situata sulla catena montuosa dei Carpazi orientali. Si trova in Slovacchia, al confine con la Polonia e l'Ucraina. Facilmente accessibile a piedi, è segnata da vari sentieri ben visibili, anche se non perfettamente demarcati.
La foresta si trova all'interno dal Parco Nazionale Poloniny, all'estremità orientale della Slovacchia, nei pressi della cittadina di Snin, è protetta sin dal 1908 e nel 1993 l'area è stata promossa a Riserva Naturale Nazionale. Nel 2007 Stužica e diversi altri siti sulla catena montuosa sono stati dichiarati dall'UNESCO Patrimonio dell'umanità; insieme ad altri sei siti analoghi in Ucraina, Stužica costituisce le foreste primordiali dei faggi dei Carpazi.

## Galleria d'immagini

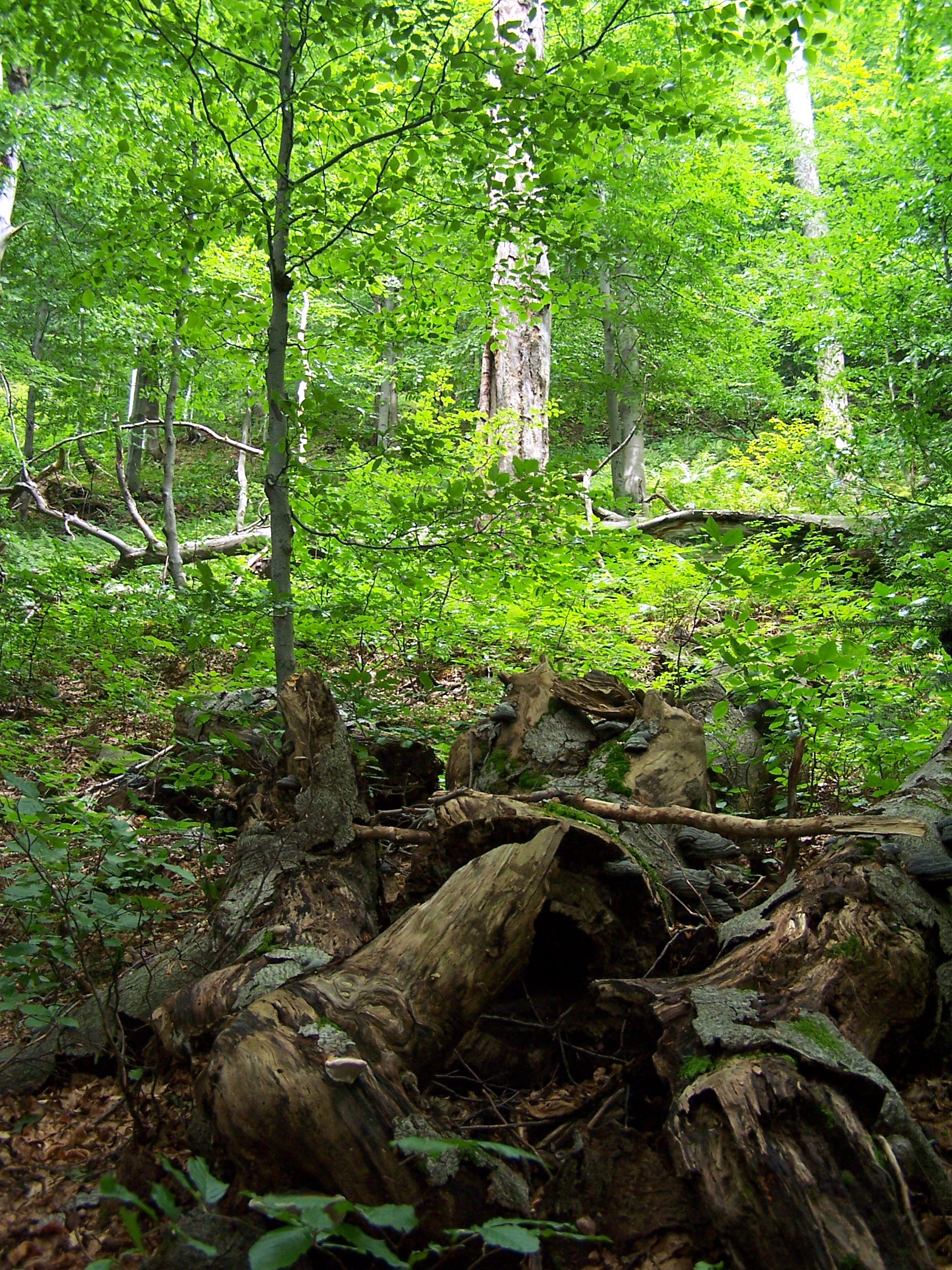
Foresta a Stužica
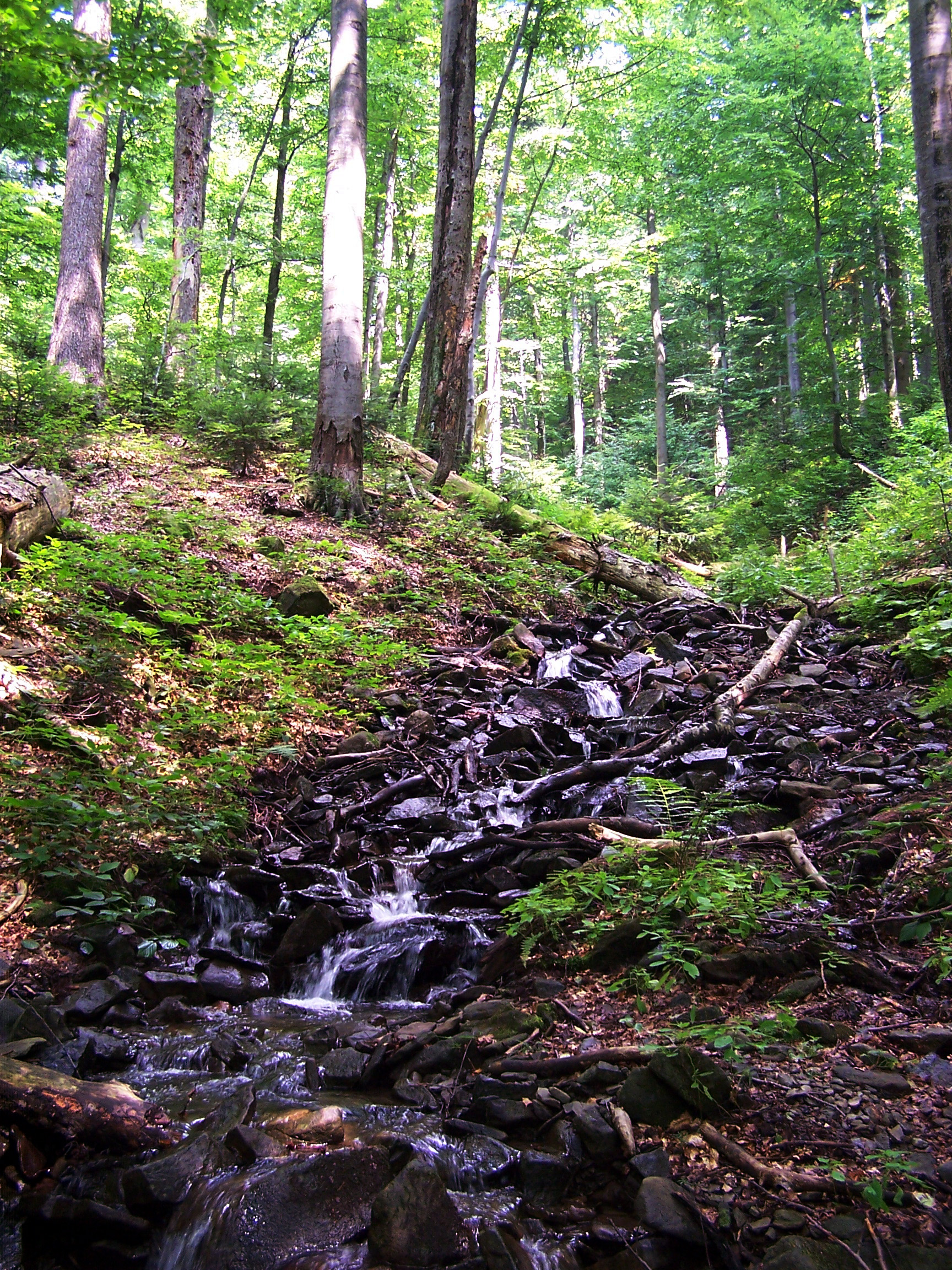
Ruscello a Stužica
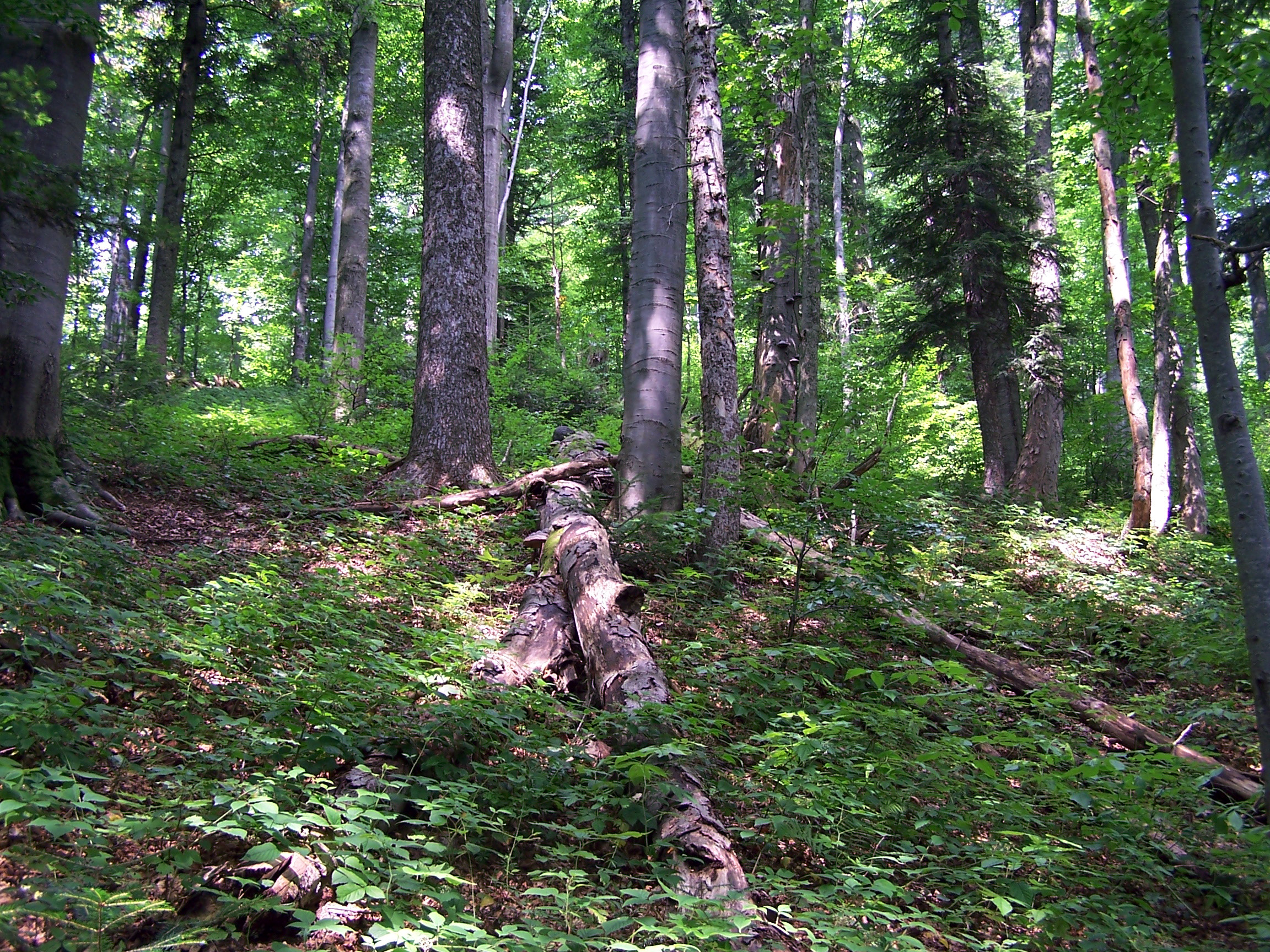
Stužica
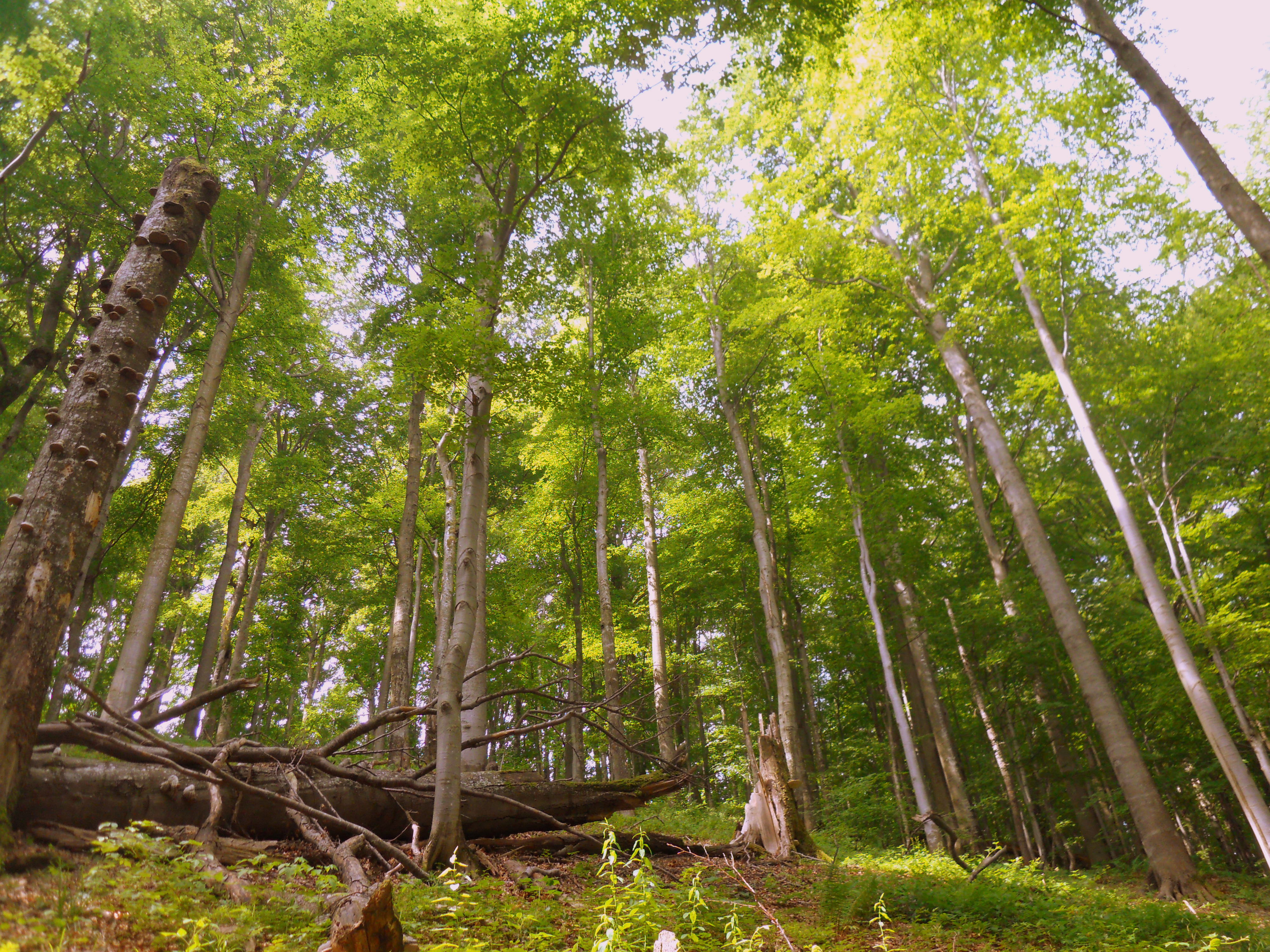
Area di faggi
Dal Kamen Sninsky verso l'Ucraina

## Risorse
- National nature reserve Stužica, in State Inventory of Specially Protected Parts of Nature and Landscape. URL consultato il 9 settembre 2007.
- Primeval Beech Forests of the Carpathians, in UNESCO World Heritage Centre. URL consultato il 9 settembre 2007.